# Форсайт, Фредерик
Фре́дерик Маккарти Форса́йт (англ. Frederick McCarthy Forsyth; 25 августа 1938[…], Ашфорд, Кент — 9 июня 2025, Jordans, Юго-Восточная Англия) — английский писатель и сценарист. Агент Британской разведывательной службы МИ-6 на протяжении более двадцати лет.
Командор ордена Британской империи (CBE, 1997).

## Биография

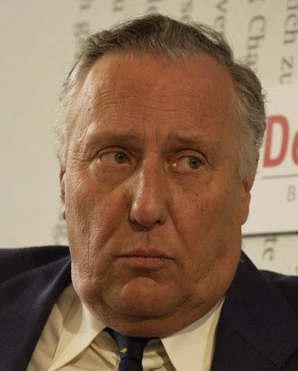

Родился в 1938 году в городе Ашфорд, графство Кент на юго-востоке Англии. Образование получил в привилегированной Танбриджской частной мужской школе и Гранадском университете в Испании.
В 1956—1958 годах служил в королевских ВВС.
В 1960-е годы работал корреспондентом агентства «Рейтер» в Париже; в 1967—1968 годах освещал гражданскую войну в Нигерии — в самопровозглашённой республике Биафра.
Именно тогда началось его сотрудничество с британской разведкой, продлившееся двадцати лет. У него имелся персональный куратор под кодовым именем «Ронни», а в качестве платы в МИ-6 согласились читать его рукописи и предупреждать, если в них будет обнаружена не подлежащая разглашению информация.
Возглавлял бюро агентства Рейтер в Восточном Берлине. Корреспондент в Берлине, Париже, Праге. В последнем городе также сотрудничал с местным информационным агентством, благодаря чему смог взять интервью у президента Чехословакии Людвика Свободы.
Распродано более семидесяти миллионов книг Фредерика Форсайта, которые были переведены на десятки языков. Писатель очень тщательно относится к реалистичности своих романов. Многие его триллеры были экранизированы.
Последней книгой писателя стала автобиография «Аутсайдер. Моя жизнь как интрига».
Скончался 9 июня 2025 года в своём доме в Бакингемшире после непродолжительной болезни.

## Семья
Есть двое сыновей.

## Увлечения
В литературном плане Фредерик Форсайт предпочитал читать нон-фикшн, книги в жанре триллера читал редко. Лучшим романом в жанре шпионский триллер считал книгу «Шпион, пришедший с холода» Джона Ле Карре.